# 中华金星蕨
中华金星蕨（学名：Parathelypteris chinensis）为金星蕨科金星蕨属下的一个种。

## 扩展阅读
- 維基物種上的相關：中华金星蕨